# Csigaházas polipok
A csigaházas polipok (Nautiloidea, nautiluszfélék) (magyar kládnevén hátranéző szifótölcséres külsővázas lábasfejűek) a puhatestűek (Mollusca) törzsébe és a fejlábúak (Cephalopoda) osztályába tartozó alosztály. Elkülönítése a másik külsővázas lábasfejű csoporttól (Ammonoida) a hátrafelé álló szifótölcsér alapján lehetséges.

## Rendszerezés
Az alosztályba az alábbi rendek tartoznak
- Palcephalopoda
  - Plectronocerida – kihalt
  - Ellesmerocerida – kihalt
  - Actinocerida – kora ordovícium - karbon
  - Pseudorthocerida – kihalt
  - Endocerida – kora ordovícium - karbon
  - Tarphycerida – kora ordovícium - késő szilur
  - Oncocerida – kora ordovícium - késő szilur
  - Discosorida – középső ordovícium - középső devon
  - Nautiluszok (Nautilida) kora devon - holocén

- Neocephalopoda
  - Orthocerida – kora ordovícium - triász
  - Ascocerida – kora ordovícium - szilur
  - Bactritida – kihalt